# Bay Adelaide Centre
Das Bay Adelaide Centre ist ein Gebäudekomplex, bestehend aus drei Wolkenkratzern im Financial District von Toronto. Es befindet sich im Besitz von Brookfield Properties, eines Tochterunternehmens, das zum kanadischen Vermögensverwaltungsunternehmen Brookfield Asset Management gehört.

## Baugeschichte

### 1. Projekt
Ein erstes Bauprojekt wurde bereits in den 1980er-Jahren begonnen, als in der Nähe eine Reihe massiver Türme wie das Scotia Plaza errichtet wurden. Das Gemeinschaftsprojekt der Immobilien-Investmentfonds-Unternehmen Markborough Properties und TrizecHahn sah vor, einen 57-stöckigen Büroturm an der Ecke Bay Street und Adelaide Street zu errichten. Das Hochhaus hätte fast eine Milliarde Dollar kosten sollen und war das letzte einer Reihe von Bauprojekten in der Innenstadt von Toronto.

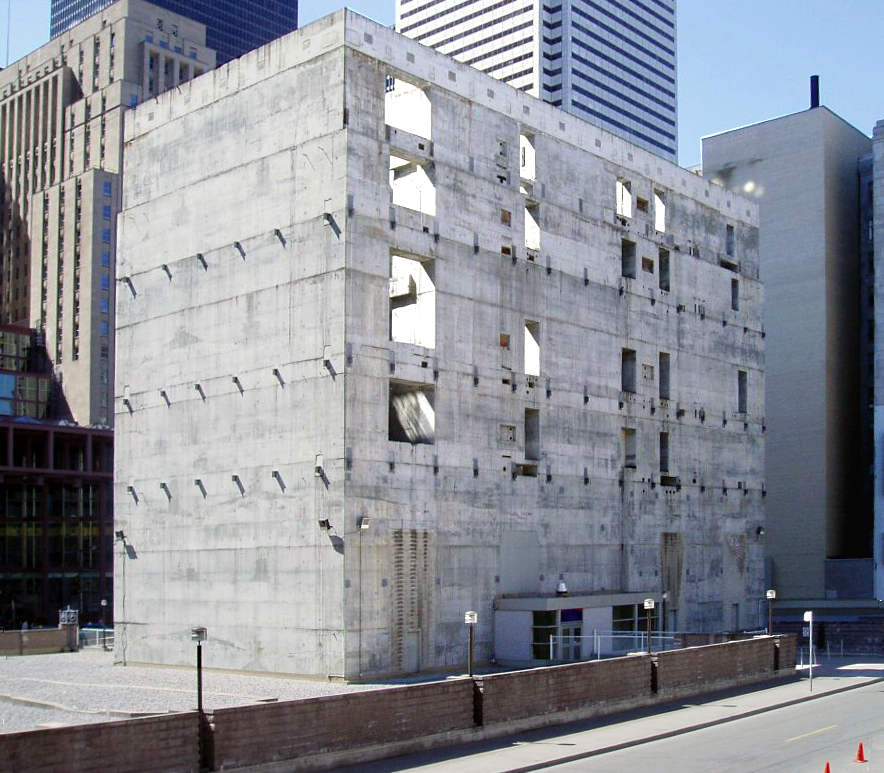
Der sechsstöckige „Stumpf“ im Jahr 2005, der bis zu seinem Abriss im Jahr 2006 als Symbol der Rezession der 1990er-Jahre galt.

Allerdings löste das Gebäude erhebliche Kontroversen unter den Gegnern der Errichtung solch massiver Bauwerke aus. Der Turm wäre weitaus höher geworden, als es der offizielle Plan der Stadt erlaubte. Um die Zustimmung des Rates trotzdem zu erhalten, stellten die Entwickler rund 80 Millionen Dollar für neue Sozialwohnungen und andere Projekte bereit. Ein Teil des Geländes wurde der Stadt zur Nutzung als Park übergeben, der heute Cloud Gardens heißt. Beide Verträge wurden abgeschlossen, obwohl der Turm nie fertiggestellt wurde.
Der Bau begann im Jahr 1990, doch die Investoren stießen bald auf Probleme. Die Wirtschaft geriet in eine Rezession und die Büroleerstandsquote in Toronto stieg auf 20 %. Der Bau wurde 1993 gestoppt und nachdem bereits über 500 Millionen Dollar investiert worden waren, wurde das Projekt auf unbestimmte Zeit zurückgestellt. Fertiggestellt wurden lediglich die Tiefgarage und mehrere Stockwerke des betonierten Versorgungsschachts, der ab 1991 als Denkmal für das gescheiterte Projekt in der Innenstadt von Toronto stand. Der Stumpf des Versorgungsschachts war dem Sicherheitsdienst und den Einheimischen als „The Bunker“ oder einfach „The Stump“ bekannt. Das Parkhaus war in Betrieb und der Gebäudestumpf selbst wurde als Werbefläche genutzt. 2006 wurde der Stumpf abgetragen.

### Weitere Versuche
Es gab mehrere Versuche, das Projekt wiederzubeleben. Im Jahr 1998 nahm TrizecHahn die Bautätigkeit mit einem neuen und etwas kleineren Turm kurzzeitig wieder auf, doch ein erneuter wirtschaftlicher Wandel führte dazu, dass abermals eine Pause eingelegt werden musste. Im Jahr 2000 gab es weitere Gespräche über eine Wiederbelebung des Vorhabens, doch im nächsten Jahr verkaufte TrizecHahn seinen 50-%-Anteil am Projekt für 49 Millionen Dollar an Brookfield Properties. Brookfield war bestrebt, das Bauwerk mit einer geringeren Höhe von entweder 40 oder 50 Stockwerken fertigzustellen, doch später im selben Jahr brach die Wirtschaft erneut ein und das Projekt wurde erneut hinausgeschoben.
Im Oktober 2005 reichte Brookfield Properties bei der Stadt Toronto Pläne ein, wie sie das Grundstück bebauen wollten. In der Bay Street wurde zwischen den Häusern 347. Bay und 355. Bay, ebenfalls ehemalige Brookfield-Liegenschaften, ein Informationsschild zur Änderung der gesetzlich geregelten Zoneneinteilung angebracht. Es informierte die Öffentlichkeit darüber, dass drei Hochhäuser mit gemischter Nutzung rund um einen städtischen Platz gebaut werden sollten. Die Größe der Türme solle zwischen 43 und 50 Stockwerken variieren und eine Gesamtfläche von 240.396 m² aufweisen. Brookfield Properties konnte den Unternehmensberater KPMG International und die Anwaltskanzlei Goodmans als Hauptmieter für den ersten Turm verpflichten, wobei auch die Kanzleien Fasken Martineau und Heenan Blaikie sich ebenfalls im Gebäude einmieteten.

### Baubeginn
Bis Juni 2006 mussten die Mieter die Gebäude 347. Bay und 355. Bay, die zu diesem Grundstück gehörten, räumen und bis zum 11. Dezember 2006 waren beide Häuser abgerissen. Der Bau des PATH-Systems nördlich des Scotia Plazas, der das Bay Adelaide Centre mit umliegenden Gebäuden verbinden sollte, begann im Herbst 2007. Mit der Fertigstellung dieses Abschnitts wurde die verbleibende Lücke in der Nord-Süd-Route des Systems, das zuvor parallel zur Yonge Street verlief, geschlossen, sodass kein Umweg erforderlich war, um zu anderen Gebäuden am östlichen Rand zu gelangen. In einer zweiten Bauphase wurde ein 51-stöckiger Wolkenkratzer auf einer Fläche von 108.000 m² und einer Höhe von 218 Metern unter dem Namen Bay Adelaide West im Juli 2009 fertiggestellt. Er liegt an der nordöstlichen Ecke von Bay Street und Adelaide Street West.
Der 45-stöckige Wolkenkratzer Bay Adelaide East wurde im Dezember 2015 auf einer Fläche von 91.045 m² und einer Höhe von 196 Metern fertiggestellt. Hauptmieter ist das britische Unternehmen Deloitte. Der Turm liegt in der Mitte des Blocks zwischen Adelaide Street West und Temperance Street und verfügt über ein sechsstöckiges Podium, das sich bis zur nordwestlichen Ecke von Yonge Street und Adelaide Street West erstreckt.
Ein dritter 32-stöckiger Turm, der Scotiabank North Tower (Bay Adelaide North), wurde auf einer Fläche von 76.180 m² mit einer Höhe von 141 Metern gebaut und im April 2022 eröffnet. Er dient als neuer globaler Hauptsitz der kanadischen Bank Scotiabank. Im Gegensatz zu den beiden anderen Türmen des Komplexes steht der Nordturm an der Nordseite der Temperance Street mit einer Front entlang der Richmond Street West. Der Nordturm vervollständigte den insgesamt 278.709 m² großen Campus des Bay Adelaide Centre.

## Beschreibung
Die Türme des Bay Adelaide Centre sind durch eine unterirdische Halle verbunden, die sich unter der Temperance Street erstreckt und an das PATH-Netzwerk angeschlossen ist. So gelangt man zum Scotia Plaza im Süden und zur Hudson’s Bay Queen Street im Norden. Unter dem Komplex befindet sich außerdem eine vierstöckige Tiefgarage mit 1100 Parkplätzen, die sowohl von der Adelaide Street West als auch von der Richmond Street West aus mit Fahrzeugen zu erreichen ist. Zudem gibt es einen Parkplatz für 400 Fahrräder und 30 Ladestationen für Elektro- und Hybridfahrzeuge. Im Erdgeschoss von Bay Adelaide West gibt es mehrere Restaurants, Cafés sowie Boutiquen.
Zwischen Bay Adelaide West und Bay Adelaide East befindet sich ein 0,2 Hektar großer, Arnell Plaza genannter öffentlicher Raum. Obwohl der Platz in Privatbesitz ist, wurde der öffentliche Zugang von der Stadt Toronto gesetzlich gesichert. Cloud Gardens, ein 0,24 Hektar großer öffentlicher Park, liegt unmittelbar östlich des Bay Adelaide North-Geländes auf einem Grundstück, das der Stadt Toronto als Bedingung für die ursprünglichen Baugenehmigungen für den Komplex übergeben wurde. In dem kleinen Park befindet sich auch das Cloud Gardens Conservatory, ein öffentlich zugängliches Gewächshaus. 2014 wurde das Gebäude renoviert und im Frühjahr 2015 mit einem neuen Klimatisierungssystem und Pflanzenlampen wiedereröffnet, um der Verschattung durch die Bürotürme entgegenzuwirken. Wegen weiterer Restaurierungsarbeiten ist das Pflanzenmuseum voraussichtlich bis Ende 2026 geschlossen.
Mechanische Anlagen und weitere Generatoren des gesamten Gebäudekomplexes sind in einem vierstöckigen, oberirdischen Gebäude an der südwestlichen Ecke der Yonge Street und Temperance Street installiert. Im Erdgeschoss gibt es ein Restaurant, Büroflächen in den darüberliegenden Stockwerken, wobei sich in der einen Hälfte des Gebäudes die Anlagenausstattung befindet. Um den Bau des Bay-Adelaide-East-Podiums zu ermöglichen, wurde der ehemalige Elgin Block, der 1840 erbaut wurde und einst von Holt Renfrew genutzt wurde, abgetragen. Die historische Ladenfront wurde vorher abgebaut, renoviert und als Fassade des Anlagengebäudes rekonstruiert.
Alle Gebäude sind im modernistischen Stil gestaltet. Wegen eines bestehenden Denkmalschutzes des ehemaligen National Building an der Ecke Bay Street und Temperance Street, das 1926 fertiggestellt wurde, wurden die historischen Nord- und Westfassaden in Bay Adelaide West integriert.

## Auszeichnungen
Die Gebäude wurden in Energiesparbauweise nach den Richtlinien des Leadership in Energy and Environmental Design (LEED) gebaut. Bay Adelaide West erhielt nach Fertigstellung den Gold Status, d. h. die zweithöchste Auszeichnung, die besagt, dass das Gebäude 40 % mehr Energieeinsparungen erwirtschaftet als normale Gebäude. Mit Bay Adelaide East konnte Brookfield Properties Platin gewinnen.

## Trivia
Der West Tower spielt im US-amerikanischen Horrorfilm Devil – Fahrstuhl zur Hölle des Produzenten M. Night Shyamalan aus dem Jahr 2010 eine wichtige Rolle. In der US-Serie Suits verkörpert dasselbe Gebäude die Zentrale der fiktiven Kanzlei Pearson Specter Litt.
Im Oktober 2014 lancierte das Bay Adelaide Centre als erster gemischt genutzter Gewerbeimmobilienkomplex in Nordamerika eine mobile App, die es den Mietern im Komplex ermöglicht, direkt miteinander zu kommunizieren.

## Galerie

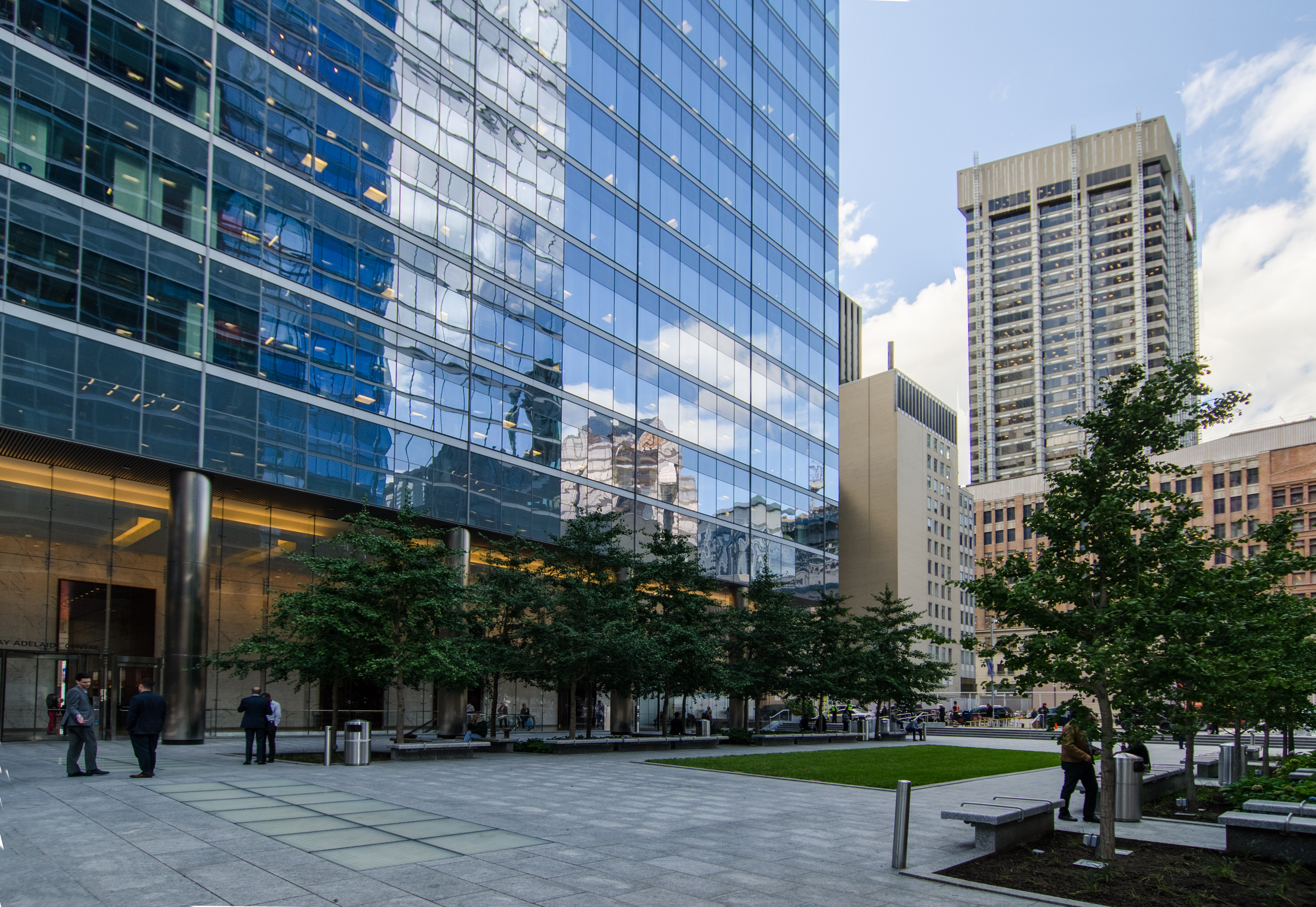
Eingang zum Westturm
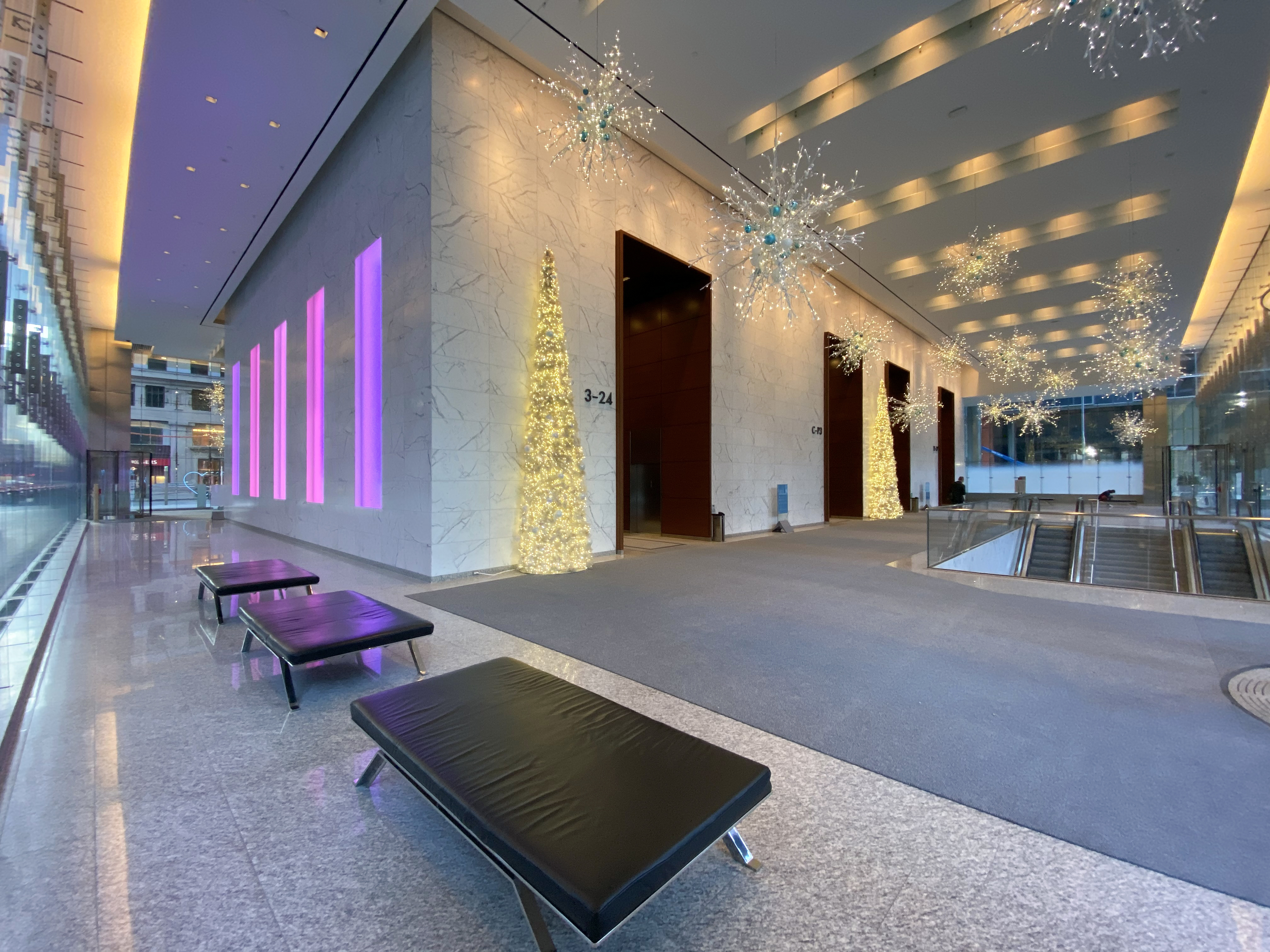
Lobby des Westturms
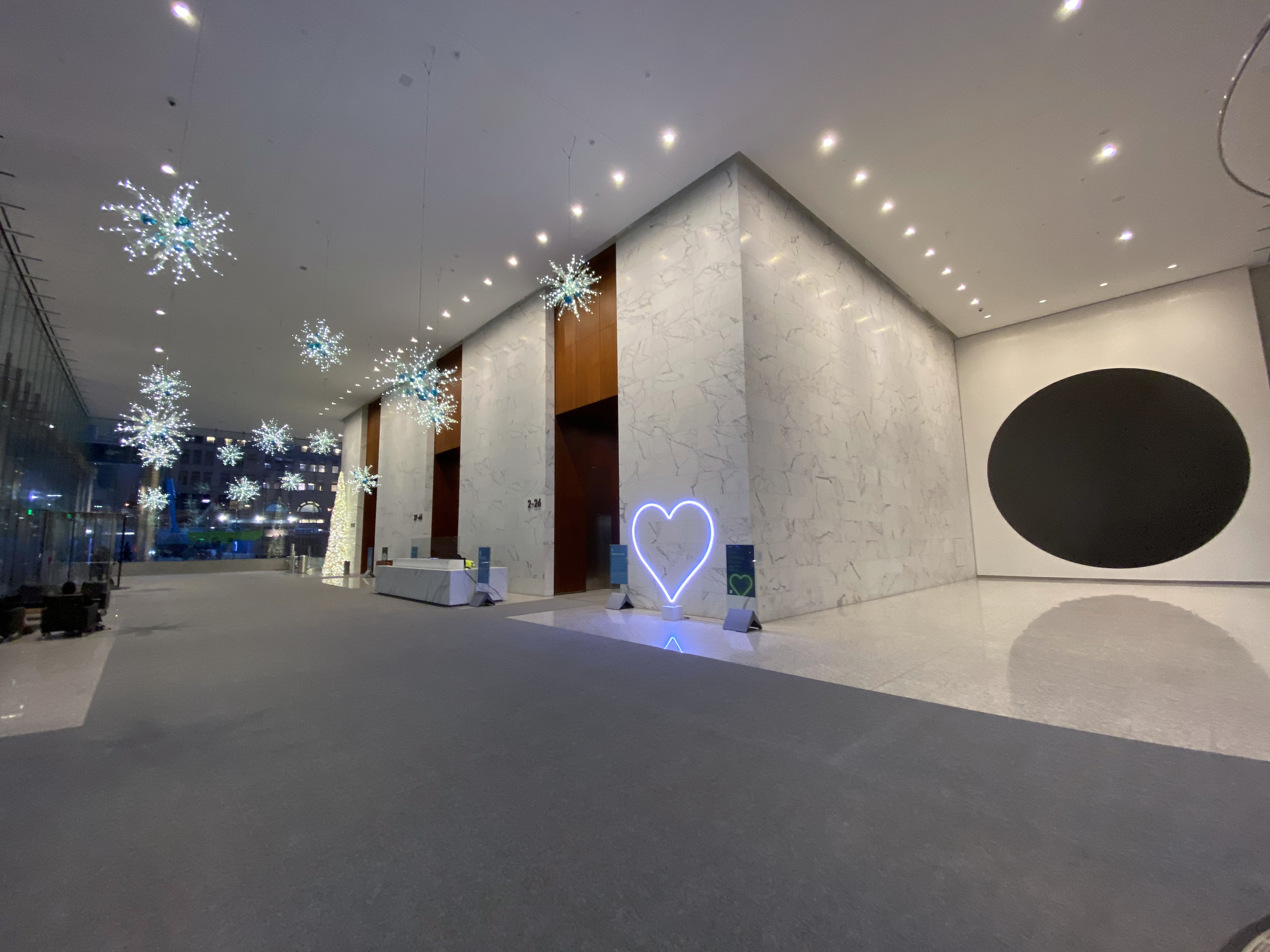
Lobby des Ostturms
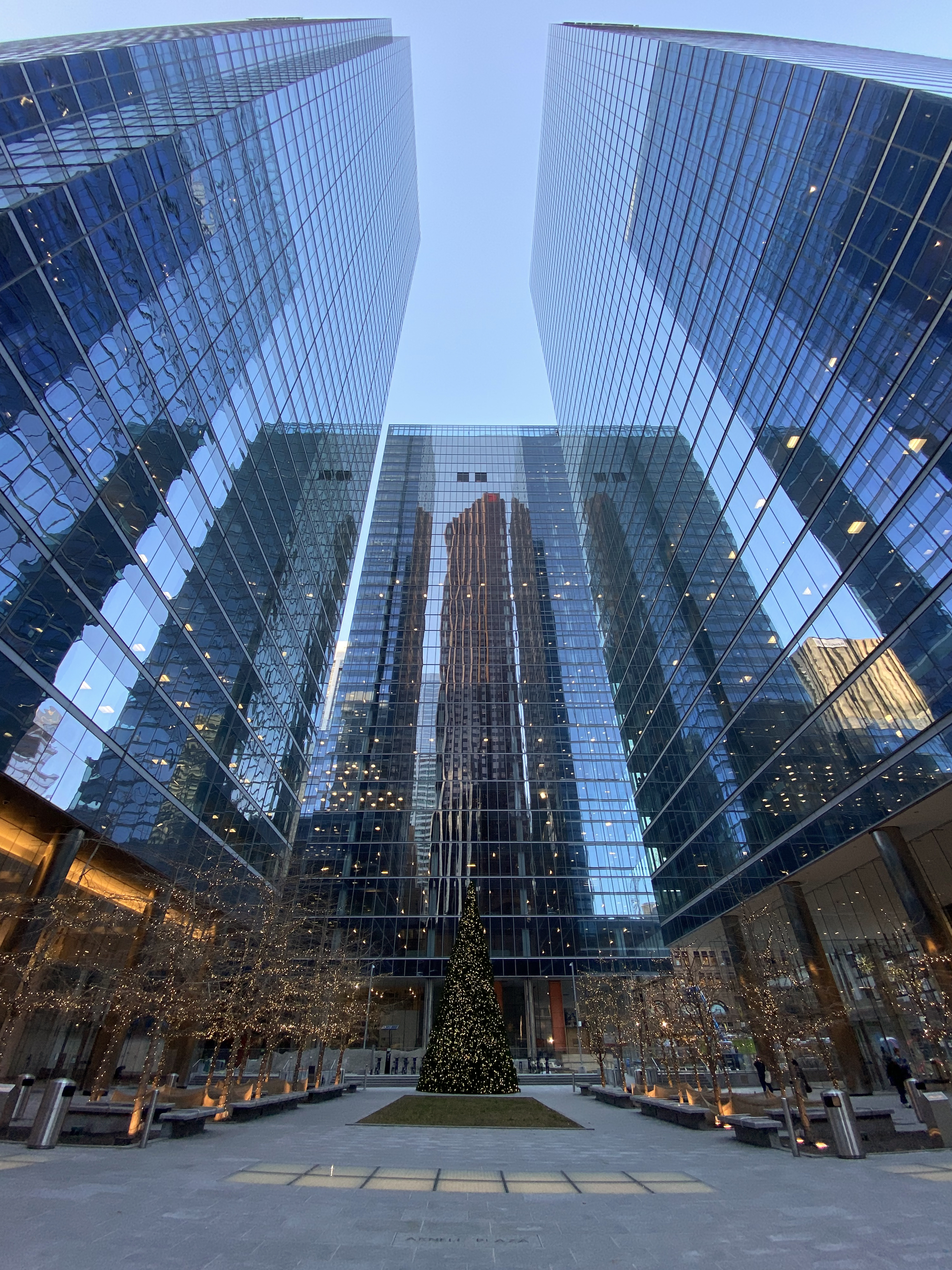
Innenhof des Bay Adelaide Centre
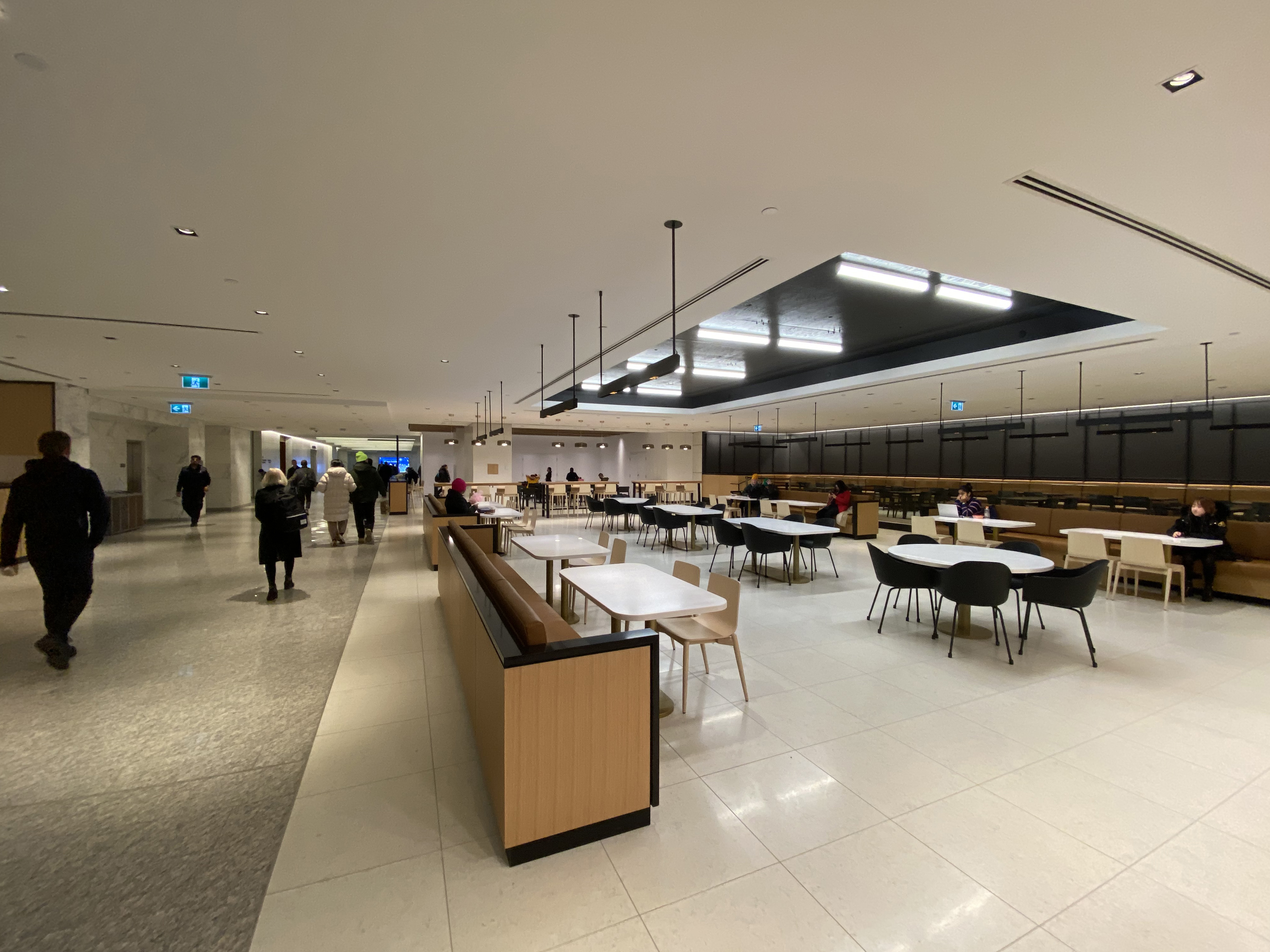
Foodcorner
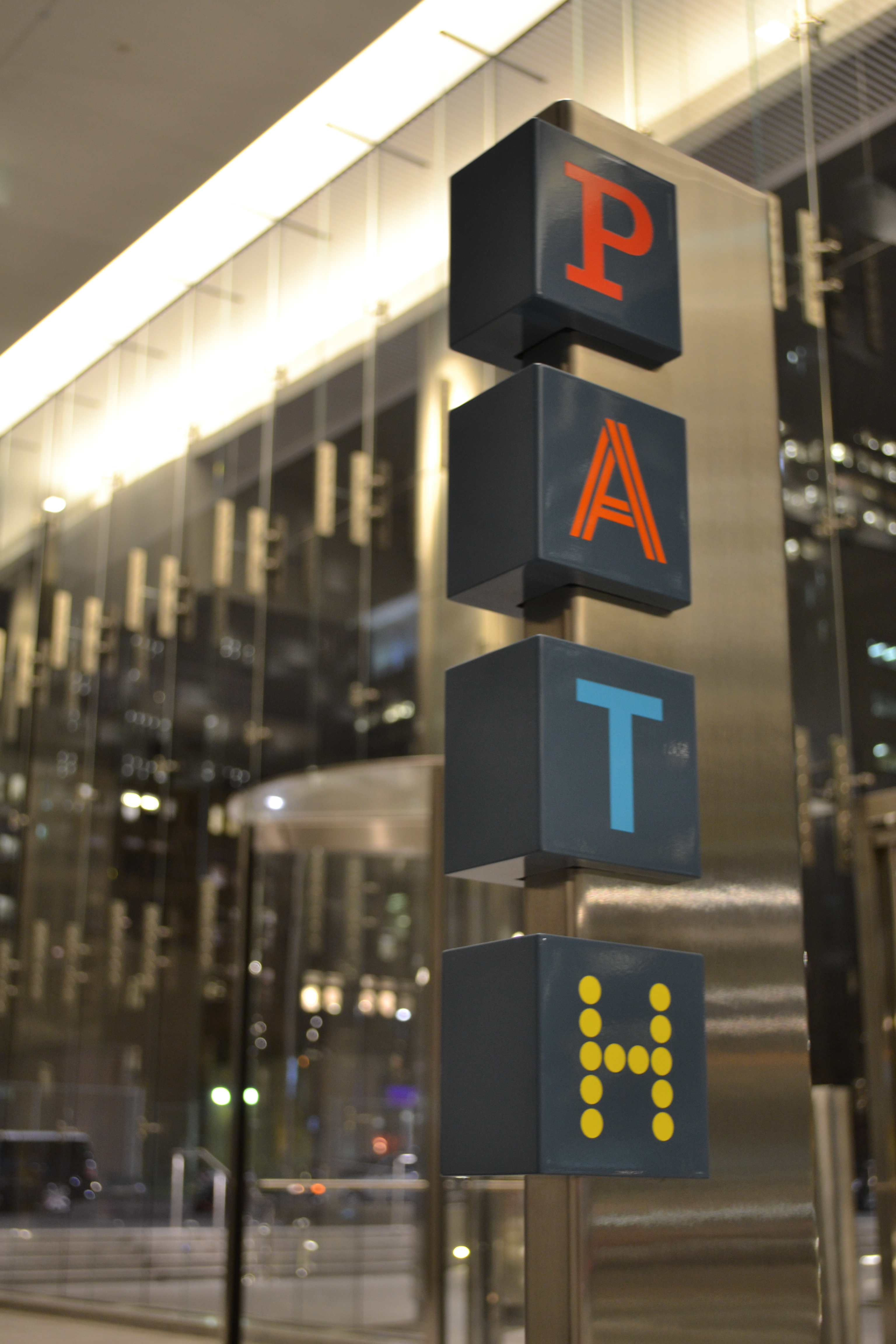
Zugang zum PATH-System